# Stengästen (opera)

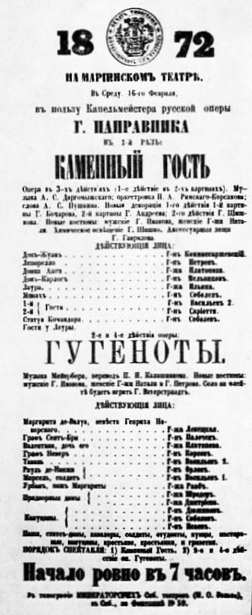
Affisch till premiären 1872.

Stengästen (ryska:Каменный гость, Kamennij gost) är en rysk opera i tre akter med musik av Aleksandr Dargomyzjskij, med librettot efter Aleksandr Pusjkins pjäs med samma namn (1830).

## Historia
När Dargomyzjskij 1865 återvände till Ryssland efter en tid i Bryssel beslöt han att ta upp en skrinlagd idé om att sätta musik till Pusjkins pjäs. Först ämnade han inte ändra något i texten men gjorde ändå några mindre justeringar. Annars är librettot ordagrant i överensstämmande med pjäsens text. Detta innebar att orden fick diktera villkoren och musiken skrevs därefter. Följaktligen finns det inga arior och handlingen fortskrider i ett konstant recitativ. 
Operan kom till under hans sista år och var ofullbordad då han dog. Den förelåg endast i klaverutdrag. Enligt Dargomyzjskijs egen önskan blev det César Cui som skrev förspelet och slutet av första scenen, medan Nikolaj Rimskij-Korsakov tog sig an instrumenteringen. Operan hade premiär den 28 februari 1872 på Mariinskijteatern i Sankt Petersburg. Operan uppnådde aldrig någon större popularitet på scenen men kompositörens speciella melodiska, recitativliknande stil blev en inspiration för samtidens ryska tonsättare. Cui refererade till verket som "det evangelium som ryska kompositörer kommer att rådfråga när det gäller deklamering och att vara trogen texten". Rimskij-Korsakov hade Stengästen som förebild i delar av sin första opera Flickan från Pskov

## Personer
- Don Juan (tenor)
- Leporello, hans betjänt (bas)
- Donna Anna (sopran)
- Don Carlos (baryton)
- Donna Laura (mezzosopran)
- En munk (bas)
- Förste gäst (tenor)
- Andre gäst (bas)
- Kommendantens staty (stengästen) (bas)

## Handling

### Akt I
Don Juan har dödat kommendanten och nu vill han förföra hans änka donna Anna, som vistas i kloster, men samtidigt har han åter kastat blickar på donna Laura som har fått en ny kavaljer, don Carlos. Då don Juan oväntat uppenbarar sig börjar de duellera och don Carlos blir dödad.

### Akt II
Don Juan har förklätt sig till munk för att komma in i de kloster där donna Anna befinner sig. Han förklarar henne sin kärlek, och fastän hon tycker att det är egendomligt att en munk visar sådana känslor går hon med på att han kommer till hennes hus dagen därpå. I sitt övermod inbjuder don Juan också statyn som föreställer hennes avlidne man, och statyn nickar.

### Akt III
Vid kärleksmötet avslöjar don Juan för donna Anna att han har mördat hennes make, men hon har fallit för honom och är beredd att förlåta. Då inträder statyn, och medan donna Anna faller avsvimmad till golvet krossar stengästen don Juan i sitt järngrepp.